# Isabelle Meerhaeghe

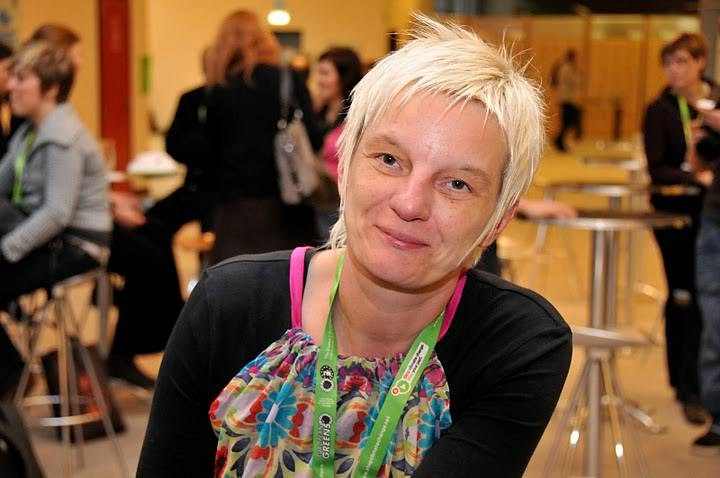
Isabelle Meerhaeghe in 2014.

Isabelle Meerhaeghe (Doornik, 13 juni 1966) is een Belgisch politica van Ecolo.

## Levensloop
Meerhaeghe ging als journaliste werken bij de regionale televisiezender Télé-Sambre en werd er later redactiesecretaresse. Dit mandaat beëindigde ze in 1999 om persattaché te worden bij Waals Ecolo-minister Nicole Maréchal, een mandaat dat ze vervulde tot in 2004.
Nadat Ecolo bij de federale verkiezingen van 2003 en de regionale verkiezingen van 2004 een zware nederlaag leed, werd Meerhaeghe door Ecolo-partijvoorzitters Jean-Michel Javaux en Isabelle Durant belast met de communicatie met de partij.
Van 2006 tot 2007 was ze gemeenteraadslid van Courcelles en in 2007 nam ze ontslag om te verhuizen naar Charleroi. In 2012 stelde ze zich daar kandidaat bij de gemeenteraadsverkiezingen, maar werd niet verkozen en haalde weinig voorkeurstemmen.
Van 2009 tot 2014 was ze ook lid van het Waals Parlement en het Parlement van de Franse Gemeenschap. Bij de verkiezingen van 2014 werd ze niet herkozen.
Na haar parlementaire loopbaan werd ze syndicaal afgevaardigde bij de CSC-afdeling van het arrondissement Namen-Dinant. In 2018 werd ze federaal secretaris van deze afdeling.